# Zelioni Listok
Zelioni Listok (en rus: Зелёный Листок) és un poble (un possiólok) de l'óblast de Briansk, a Rússia, que el 2013 no tenia cap habitant, pertany al districte de Sevsk.